# Colonnes de Riez
Les colonnes de Riez sont les vestiges d'un temple romain du Ier siècle ap. J.-C., situé à Riez, dans le département des Alpes-de-Haute-Provence, en France.

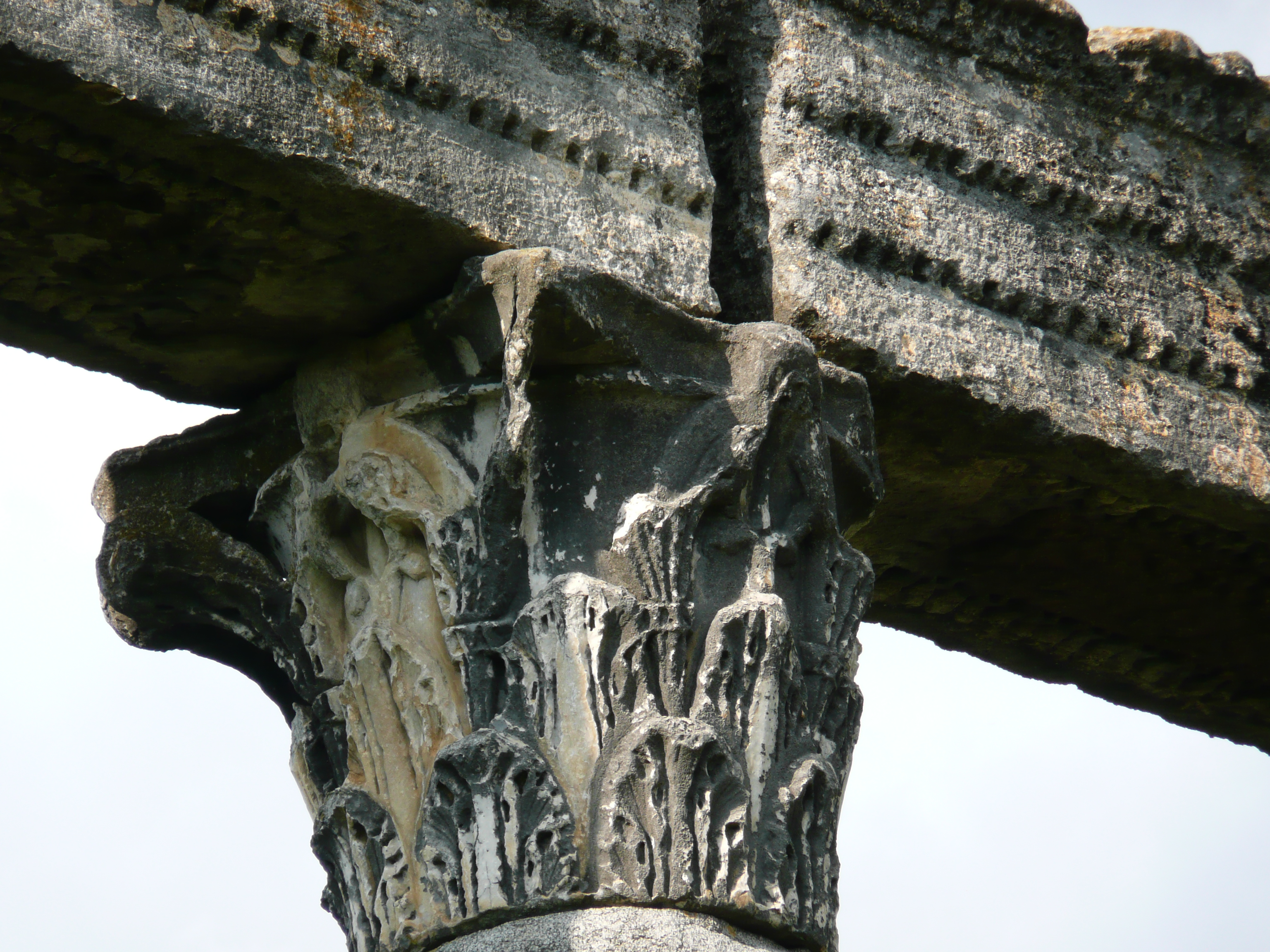
Temple de Riez : détail d'un chapiteau corinthien et de l'architrave.
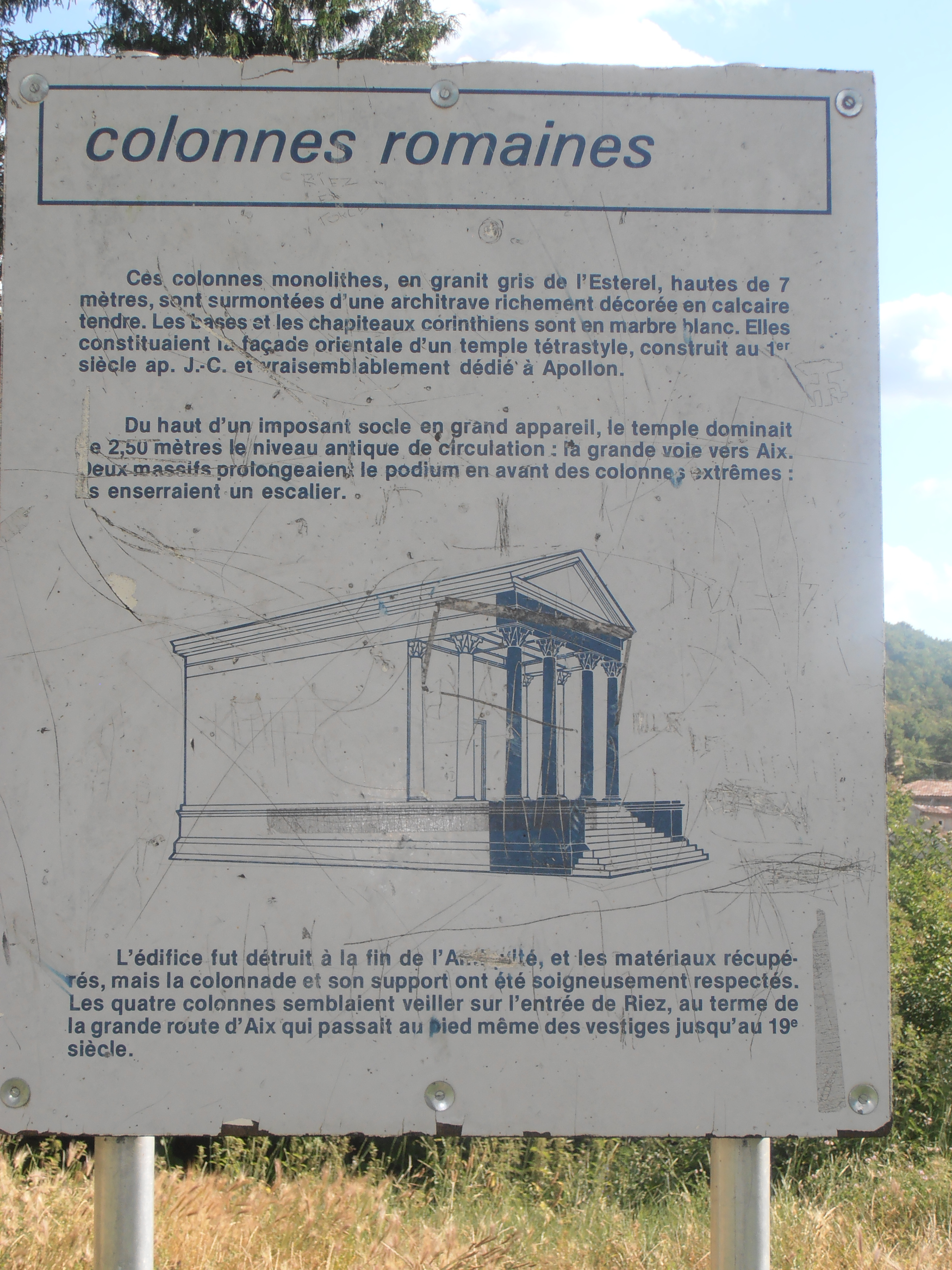
Panneau de présentation des colonnes antiques.
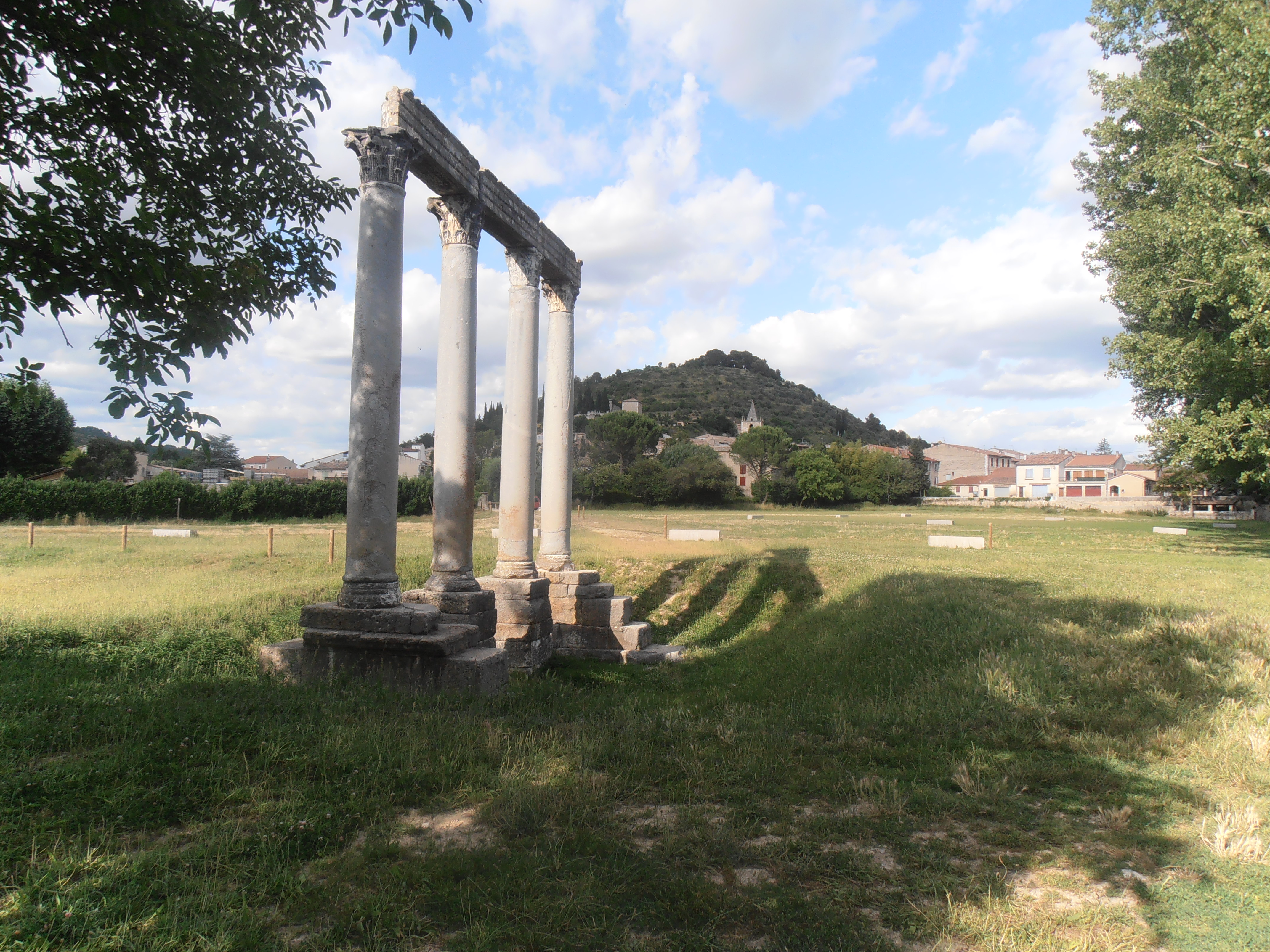
Les colonnes antiques vues de profil.

La colonnade est située à proximité du Colostre : quatre colonnes romaines monolithes de granite gris, surmontées de chapiteaux corinthiens en marbre blanc, supportent encore une architrave richement sculptée, en calcaire. Ce choix de matériaux devait accentuer la polychromie des décors de marbre retrouvés brisés lors des fouilles conduites en 1963, qui avaient permis de dégager les soubassements du temple. Elles sont les derniers vestiges du portique d'un temple peut-être dédié à Apollon, élevé vers la fin du Ier siècle ap. J.-C. Leur particularité est d’avoir été conservées en place depuis l’Antiquité, à l’entrée de la ville.
L'édifice a été classé au titre des monuments historiques en 1840.